# Kiss Sándor (szobrász, 1925–1999)
Kiss Sándor (Magyarsáros, Románia,  1925. május 24. – Zsennye, 1999. augusztus 6.) kétszeres Munkácsy Mihály-díjas magyar szobrász, éremművész, érdemes művész.

## Életpályája
A Magyar Képzőművészeti Főiskolán 1945 és 1950 között tanult, mestereinek Ferenczy Bénit és Pátzay Pált tekintette. Ferenczy Béni esztergomi nyári művésztelepén is dolgozhatott 1948-ban. 1950 óta kiállító művész. A főiskola elvégzése után Budapesten élt, majd Zsennyére települt.
Szobrászata a klasszikus hagyományokat és a népművészeti hatásokat ötvözi, de nyitott volt a modern szobrászati törekvések irányában is, különösen jelentős érmészeti tevékenységében. Balladai tömörség és az erdélyi hagyományok tükröződnek alkotásain, különösen faszobrain.
Életrajzírói „királyszobrászként” emlegetik, ugyanis számos magyar királyról készített szobrot, Szent Lászlóról többet is. Dolgozott Rómában, a Vatikán területén is, a Szent Péter-bazilika Magyarok Nagyasszonya Kápolnájában három reliefje található meg.
Amint egy visszaemlékezésben írták róla: „Emberi méltósága, életvidámsága, az emberek szeretete, dús bajusza feletti mindig huncut mosolya az őszinte tiszteletet kívánta, de nyújtotta is egyúttal.”
Felesége Lesenyei Márta szobrászművész, akivel közös műveket alkottak egyházi létesítményekben is. Házasságukból két gyermek született. Fiuk, József színművész, leányuk, Anna állatorvos, vállalkozó.

## Kiállításai (válogatás)

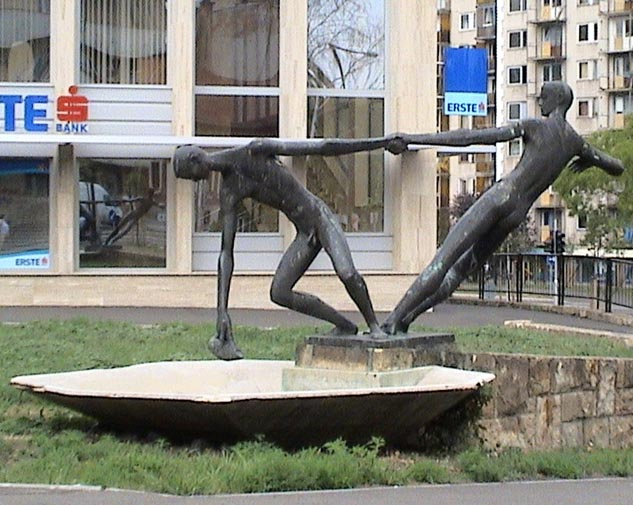
Fiúk, Miskolcon az Erste Bank új épülete előtt látható

### Egyéni
- 1968 • Műcsarnok, Budapest
- 1974 • Jósa András Múzeum, Nyíregyháza (Lesenyei Mártával)
- 1976 • Móra Ferenc Múzeum, Szeged (kat.)
- 1976 • Szilády Galéria, Kiskunhalas
- 1978 • Csók Galéria, Budapest (Lesenyei Mártával és Csohány Kálmánnal)
- 1980 • Kunstmesse, Bázel (Lesenyei Mártával és Kárpáti Tamással)
- 1980 • Művelődési Ház, Kölesd Lesenyei Mártával
- 1981 • Művelődési Ház, Decs
- 1982 • Megyei Művelődési Központ, Siófok (Lesenyei Mártával) (kat.)
- 1987 • Művelődési Otthon, Káld (Lesenyei Mártával)
- 1988 • Kemenesaljai Művelődési Központ, Celldömölk.

### Csoportos
- 1968 • Kilencek, Műcsarnok, Budapest
- 1973 • Nemzetközi Kisplasztikai Biennálé, Műcsarnok, Budapest.

## Díjai
- Munkácsy Mihály-díj (1969, 1974)
- Érdemes művész (1980)

## Köztéri művei

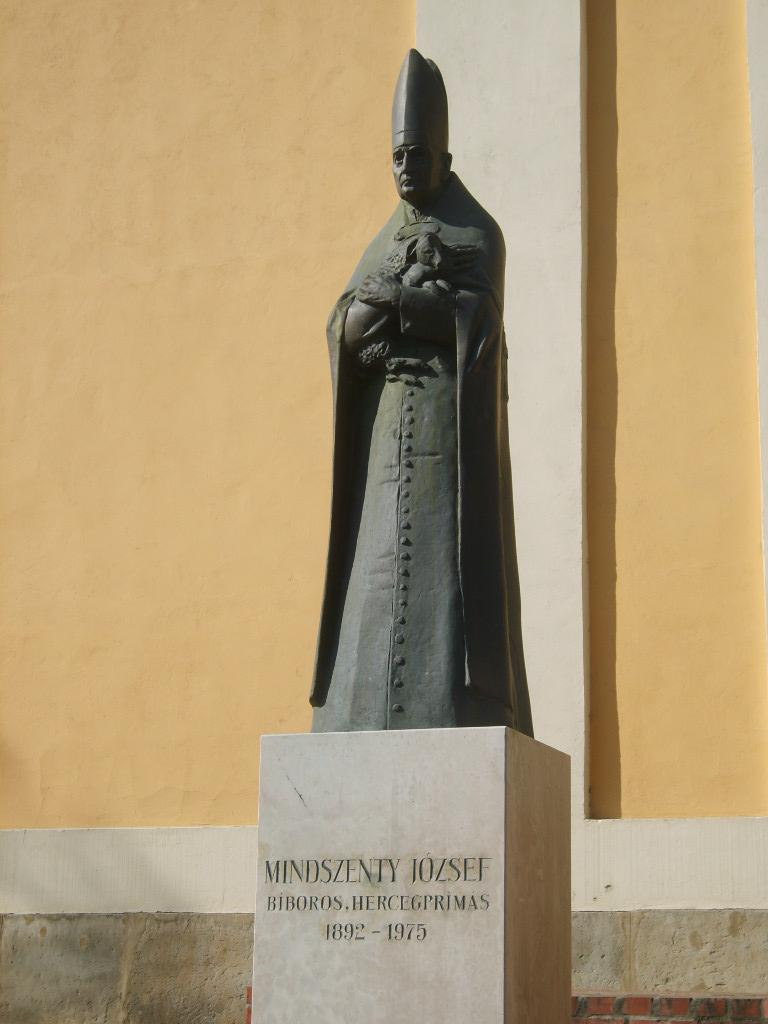
Mindszenty József szobra Zalaegerszegen.

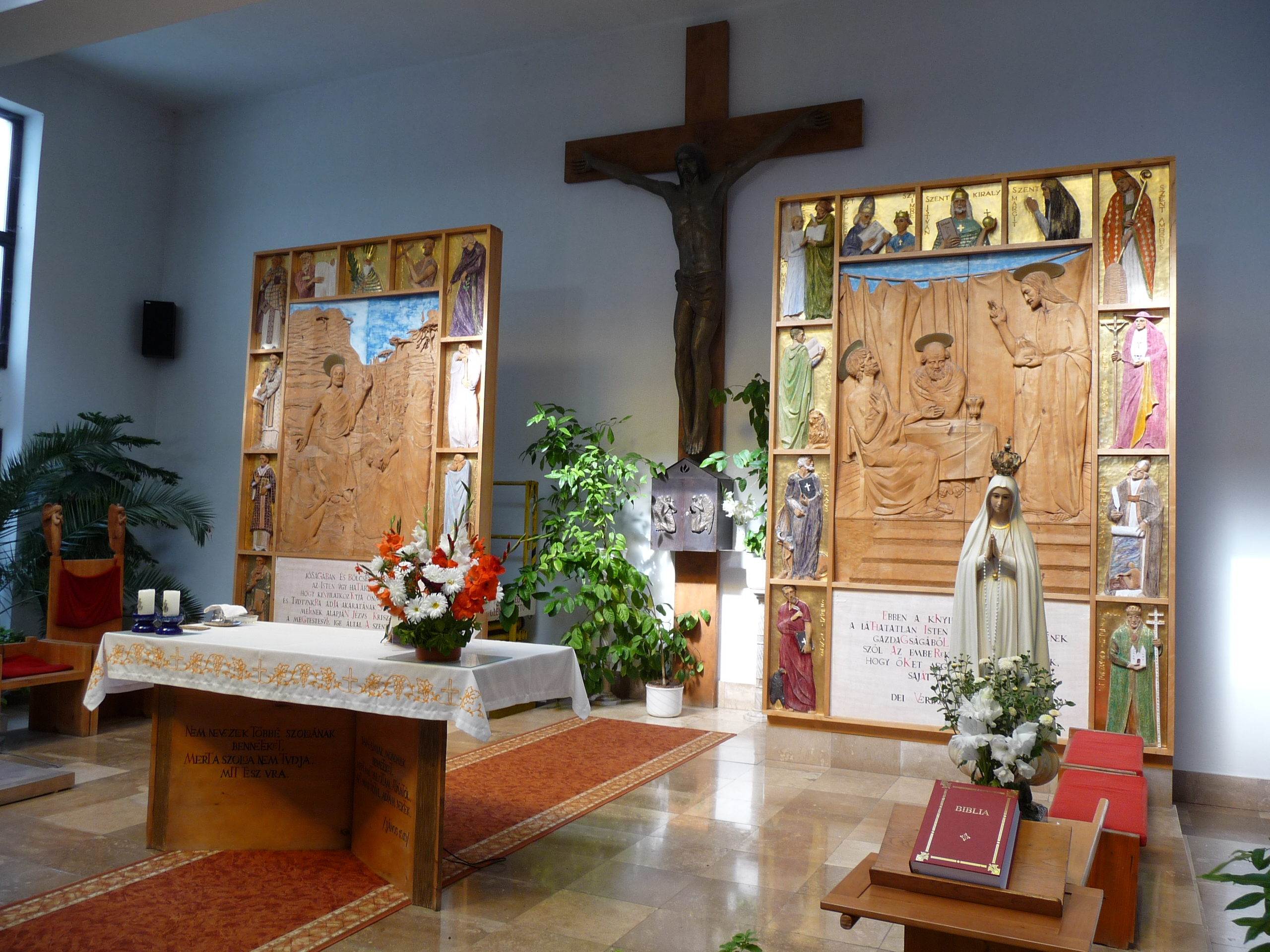
Csörötnek, az Örök Ige temploma

- Sportdombormű (bronz, 1951, Oroszlány, gimnázium)
- Martinász (kő, 1953, Hatvan, vasútállomás)
- Dombormű (terrakotta, 1953, Komló, filmszínház)
- Kút (bronz, 1955, Győr, gimnázium)
- Tégla dombormű (1955, Inota, kultúrház)
- Labdázó fiú (1957, Kispest, Vécsei u. Általános Iskola)
- Tégla-dombormű (1959, Budapesti Műszaki Egyetem)
- Vas-szűz (kovácsoltvas, 1960, Ózd, lakótelep)
- Dombormű (terrakotta, 1960, Budapest, EMKE [elveszett])
- Anya gyermekével (kő, 1961, Heim Pál Gyermekkórház)
- Kútfigurák (bronz, 1961, Miskolc, SZOT-székház)
- Fa dombormű (1961, Balatonőszöd, kormány-nyaraló)
- Dombormű (pirogránit, 1961-62, Szeged, városi tanács)
- Figurális dombormű (terrakotta, 1964, Budapest, Magyar Filmlaboratórium)
- Siracusa ostroma (pirogránit, 1965, Budapest, Optikai Labor)
- Figurális lemezdombormű (vörösréz, 1967, Kistelek, Általános Iskola)
- Ivókút (kő, bronz, 1967, Gyula, gimnázium)
- Vízköpők (bronz, 1968, Budapest, Palatinus Strandfürdő)
- Kőműves Kelemenné (bronzbetétes fakapu, 1968, Salgótarján, megyei tanács)
- Háromalakos szoborcsoport (bronz, 1968, Gyula, Erkel Ferenc Múzeum)
- V. István-emlékmű (vörösmárvány, 1969, Győr, városi tanács)
- Fa dombormű (1970, Nyíregyháza, közösségi ház)
- Bocskai István (vörösmárvány, 1971, Derecske, Általános Iskola)
- Fa dombormű (1973, Szarvas, tanácsház)
- Bláthy Ottó Titusz (bronz, 1973, Göd)
- Emlékmű (30 sírfa, 1973-1974, Mohács, Emlékhely [Vadász Györggyel])
- Mártír síremlék (bronz, 1973-74, Baja, temető [Vadász Györggyel])
- Mártír síremlék (bronz, 1973-74, bronz, Marcali, temető)
- Fortuna-emléktábla (bronz, 1976, Budapest, Fortuna utca)
- Alkimisták - Kémikusok (bronz, 1976, Kossuth Lajos Tudományegyetem Kémiai Intézet)
- Fa dombormű (1977, SZOTE)
- Réz dombormű (1978, Szombathely, OTP-központ [Szilágyi Istvánnal])
- Máriássy Félix síremléke (bronz, kő, 1979, Budapest, Farkasréti temető)

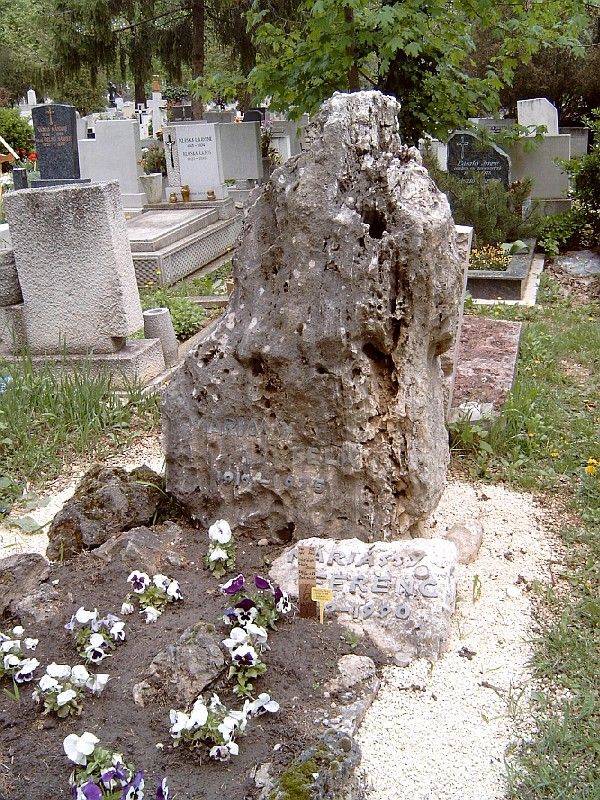
Máriássy Félix és Ferenc síremléke a Farkasréti temetőben. Kiss Sándor alkotása.

- Faszobrok (1980, Budapest, Fórum Szálló - Finta Józseffel)
- Gábor Áron (bronz, 1980, Budapest, Szilágyi Erzsébet fasor [Vadász Györggyel])
- Harangtorony (fa, 1981, Decs, Templom tér)
- Magyarországi Szent Erzsébet (kő, 1981, Szent Péter-bazilika, Magyarok Nagyasszonya kápolna) [halott link]
- Boldog Gizella (kő, 1981, Szent Péter-bazilika, Magyarok Nagyasszonya kápolna) [halott link]
- Árpád-házi Szent Margit (kő, 1981, Szent Péter-bazilika, Magyarok Nagyasszonya kápolna) [halott link]
- Fa szobrok és fa domborművek (1982, Budapest, Penta Szálló - Finta Józseffel)
- Kálmán Imre-emléktábla (bronz, 1982, Siófok, Kálmán Imre Múzeum)
- Díszkút (bronz, 1982, Szombathely)
- Fa dombormű (1983, Budaörs, Mezőgazdasági repülőtér)
- Zsigmond király (bronz, 1985, Pásztó, római katolikus templom [Vadász Györggyel])
- Oltárfalak (fa, 1985, Csörötnek, római katolikus templom - Fazakas Péterrel)
- Háromfigurás (színezett, spanyolozott fa, 1986, Győr, Rába cukrászda)
- Zichy (bronz, 1987, Tbiliszi, park [Vadász Györggyel])
- Batthyány-Strattmann László-emléktábla (bronz, 1988, Körmend, római katolikus templom)
- Bolyai János-mellszobor (bronz, 1989, Szombathely, Általános Iskola)
- Eötvös Loránd-dombormű (bronz, 1989, Heidelberg, egyetem)
- Szentgotthárdi csata (1664)|Szentgotthárdi csata (bronz, 1989, Szentgotthárd, Magtár Színház)
- Szent Cecília (dombormű, 1989, Zsennye)  Archiválva 2016. március 5-i dátummal a Wayback Machine-ben
- Oratóriumi szobor (gipsz, 1990, Szombathely, ferences kolostor)
- Jó pásztor (fa, 1991, Hosszúpereszteg, római katolikus templom)
- Szent László-emlékmű (bronz, 1992, Zanat)
- Eötvös-dombormű (bronz, 1993, Celldömölk, Eötvös Iskola)
- Jó pásztor (kő, 1993, Körmend, Szent Erzsébet római katolikus templom kertje)
- Muhi emlékhely (fa, 1993, Muhi domb [Vadász Györggyel])
- II. világháborús emlékmű (bronz, gránit, 1993, Celldömölk)
- Niké, Függetlenségi emlékmű (üveg, krómacél, 1994, Budapest, Bocskay út, Függetlenségi park [Vadász Györggyel])
- II. világháborús emlékmű (ruszkicai fehér márvány, 1994, Siófok, római katolikus templom kertje [Vadász Györggyel])
- Szent László-oltár (cseresznyefa, 1994, Rum, római katolikus templom)
- Mindszenty József (bronz, 1995, Zalaegerszeg - Vadász Györggyel)
- Szent István-emlékmű (műkő, aranyozott bronz, 1998, Somló-hegy (Vadász Györggyel).
- Szent László, 1998. (Batthyány Boldog László Templom, Körmend)